# 城市花園

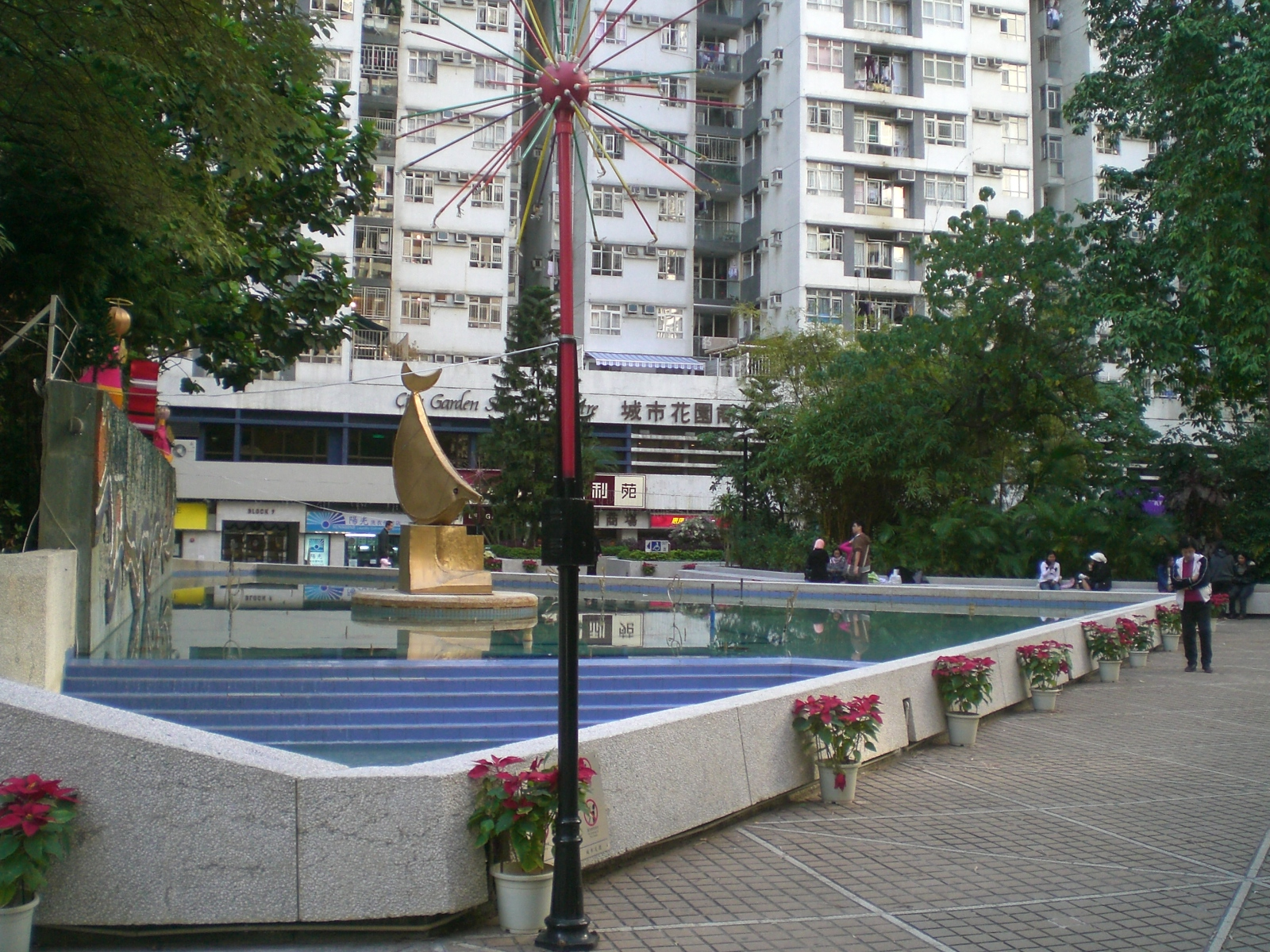
城市花園臨街的一個公園水池

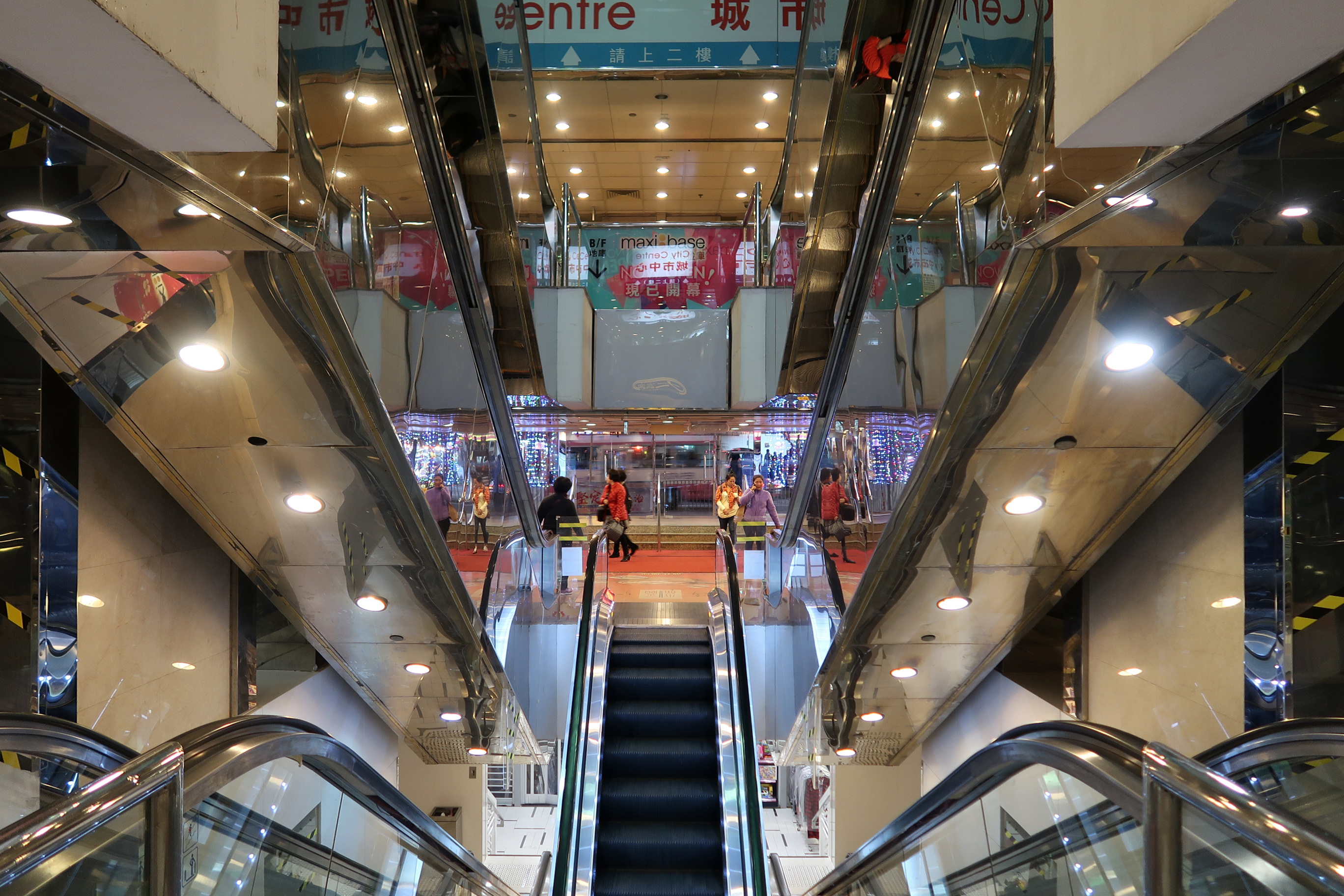
城市中心商場

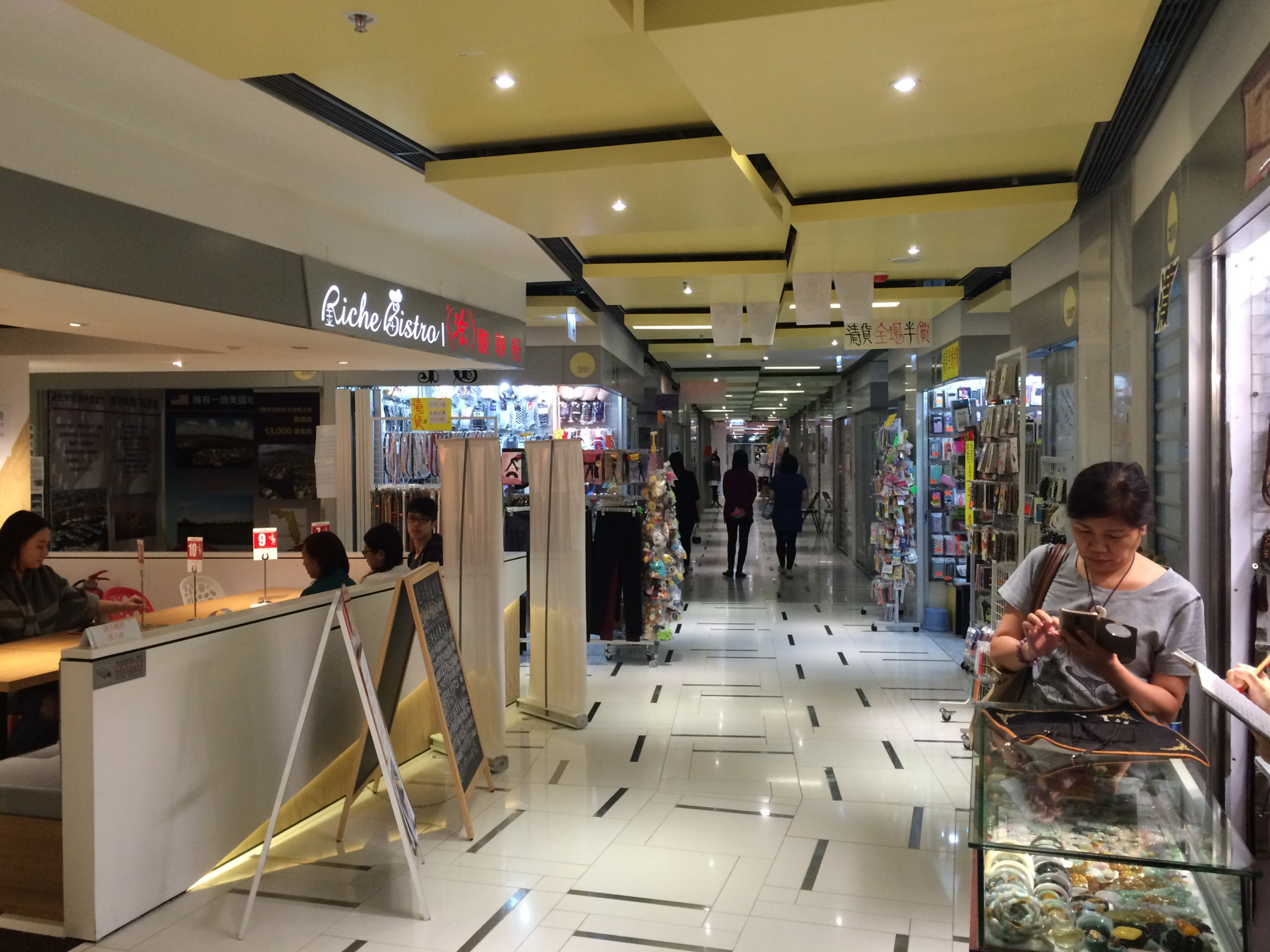
城市中心商場地庫的「城市金庫」在2014年12月營業，但2016年起大多店舖已結業

城市花園（英語：City Garden）為香港島東區的大型私人屋苑，位於香港島炮台山，由1983年-1986年間分兩期落成，發展商為國際城市集團（1984年被長江實業私有化），總承建商為嘉年地產屬下興記建築。城市花園的位置，前身是北角發電廠。

## 簡介
城市花園位處香港炮台山電氣道233號，臨海而建，由14幢樓高28層的住宅大廈組成。其中第1-6座為第1期，而第7-14座為第2期，合共提供2,393個住宅單位，住客達9,000多名。屋苑內的行車馬路本屬於私家路，後來才收歸政府管理，設為公眾空間，但屋苑仍然掛上指示牌禁止除屋苑居民攜狗入內.
命名為今時的城市花園道，然而屋苑地段仍保持為電氣道233號。

## 商場
1983年12月，當時仍未結業的大大公司曾於城市花園開設分店，店舖為集團自置物業，總值達3億港元，共有3層，面積達25萬呎，是當時香港其中一家最大的百貨公司分店。店舖位於城市花園1、2及3座基座商場的地庫、地下及1樓，其地庫亦設有兒童樂園，正門則設於電氣道，1986年3月結業。其後改裝成城市中心商場，曾開設金獅影視超特店，於1998年結業。到2012年，商場地庫全層約3萬方呎樓面由中建富通主席麥紹棠持有，被劏成360個舖位，並由美聯工商舖負責物業銷售，命名為「城市金庫」，在2014年12月營業。不過由於平均舖位面積只有83方呎，有舖位實用面積僅13方呎，因此租出率不足兩成。
有購入舖位的小業主不滿發展商及地產代理作失實陳述，包括指日本護膚品牌FANCL已購入20間舖位、歌手麥浚龍等名人會為商場宣傳、及南洋商業銀行會提供最高四成按揭貸款；在2017年4月12日入稟香港高等法院，要求解除買賣合約及索償。

## 設施
- 三層地下停車場
- 中央公園
- 住客會所
- 城市中心購物商場

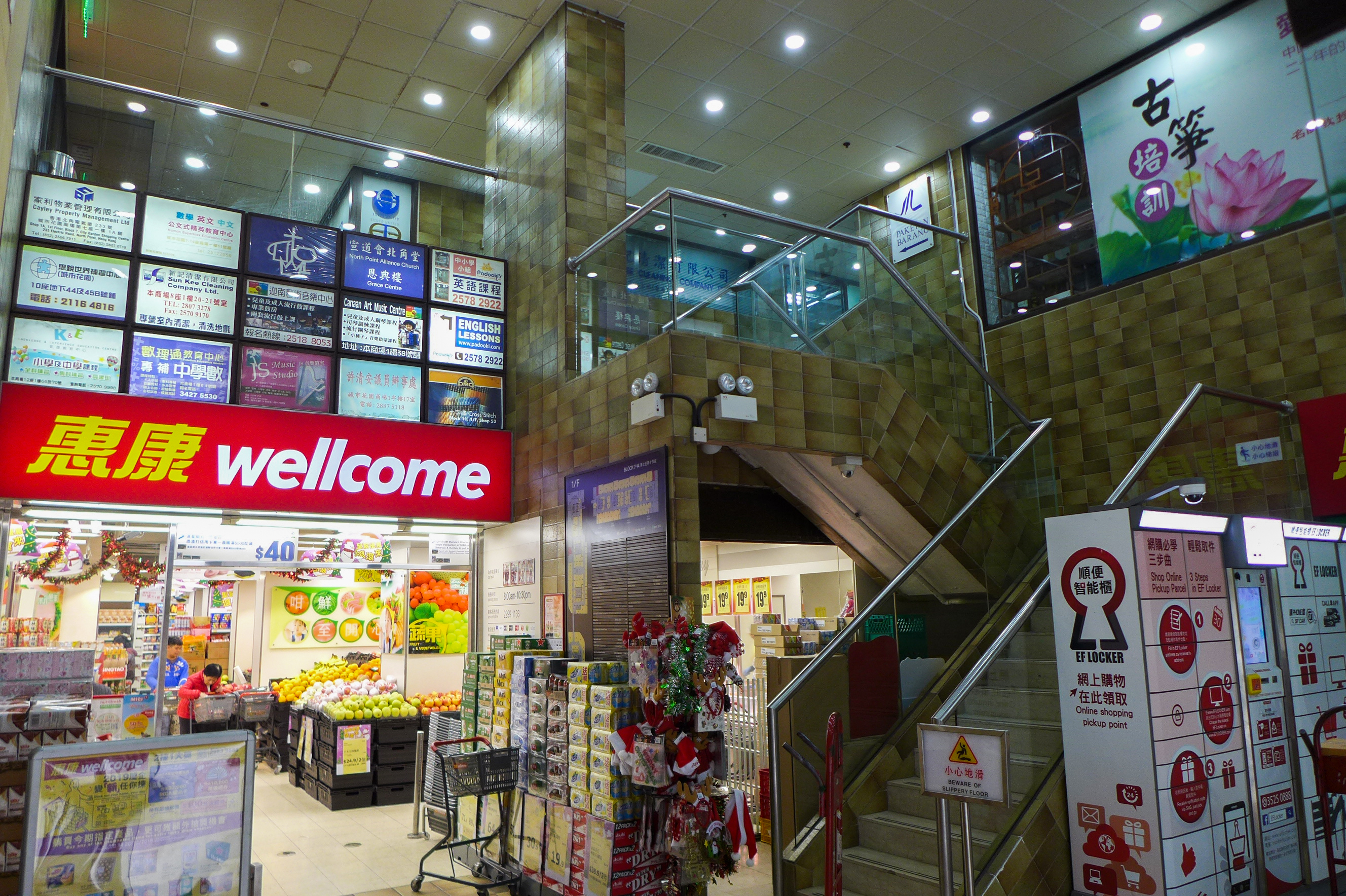
城市花園商場入口
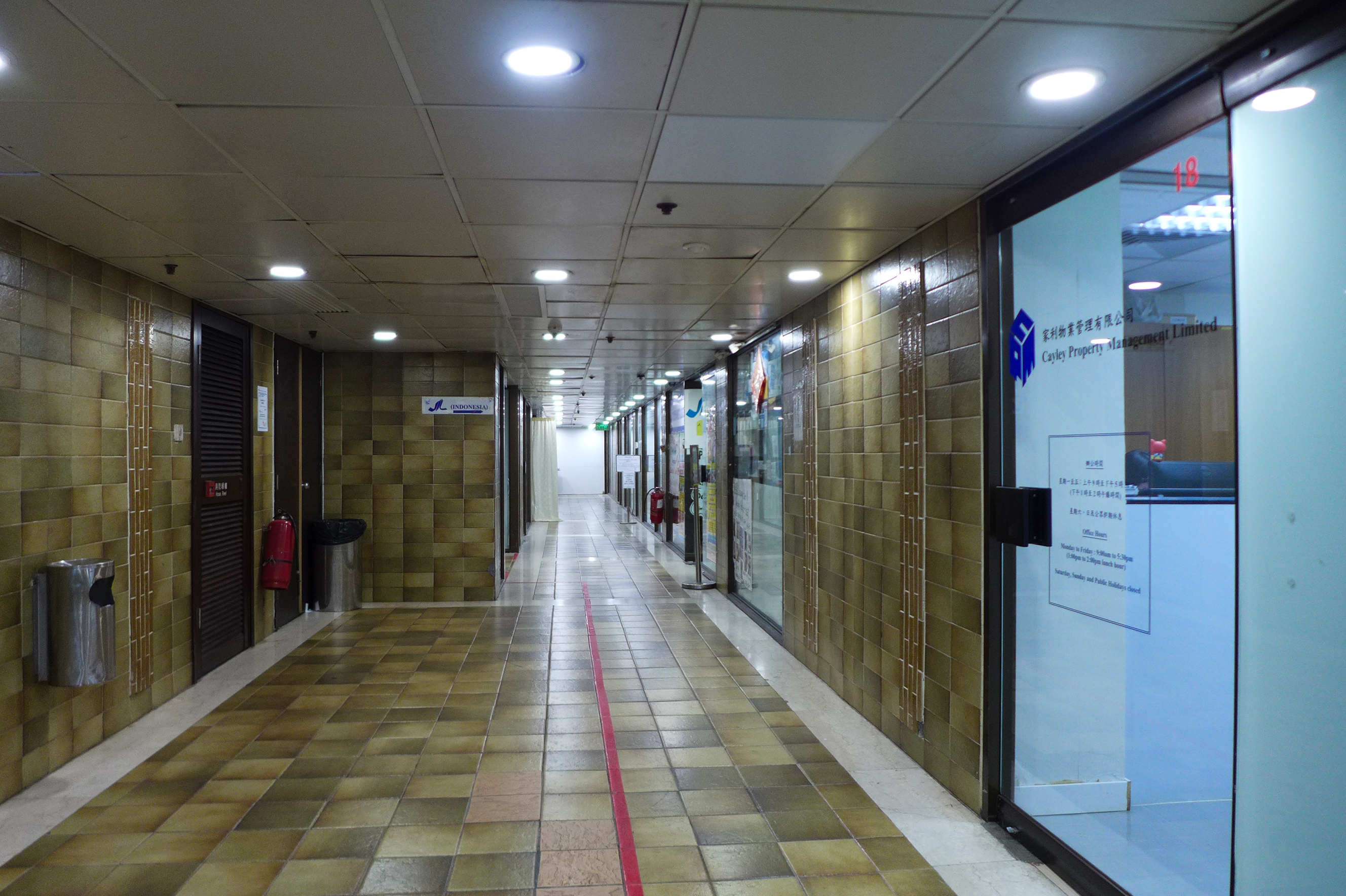
城市花園商場1樓
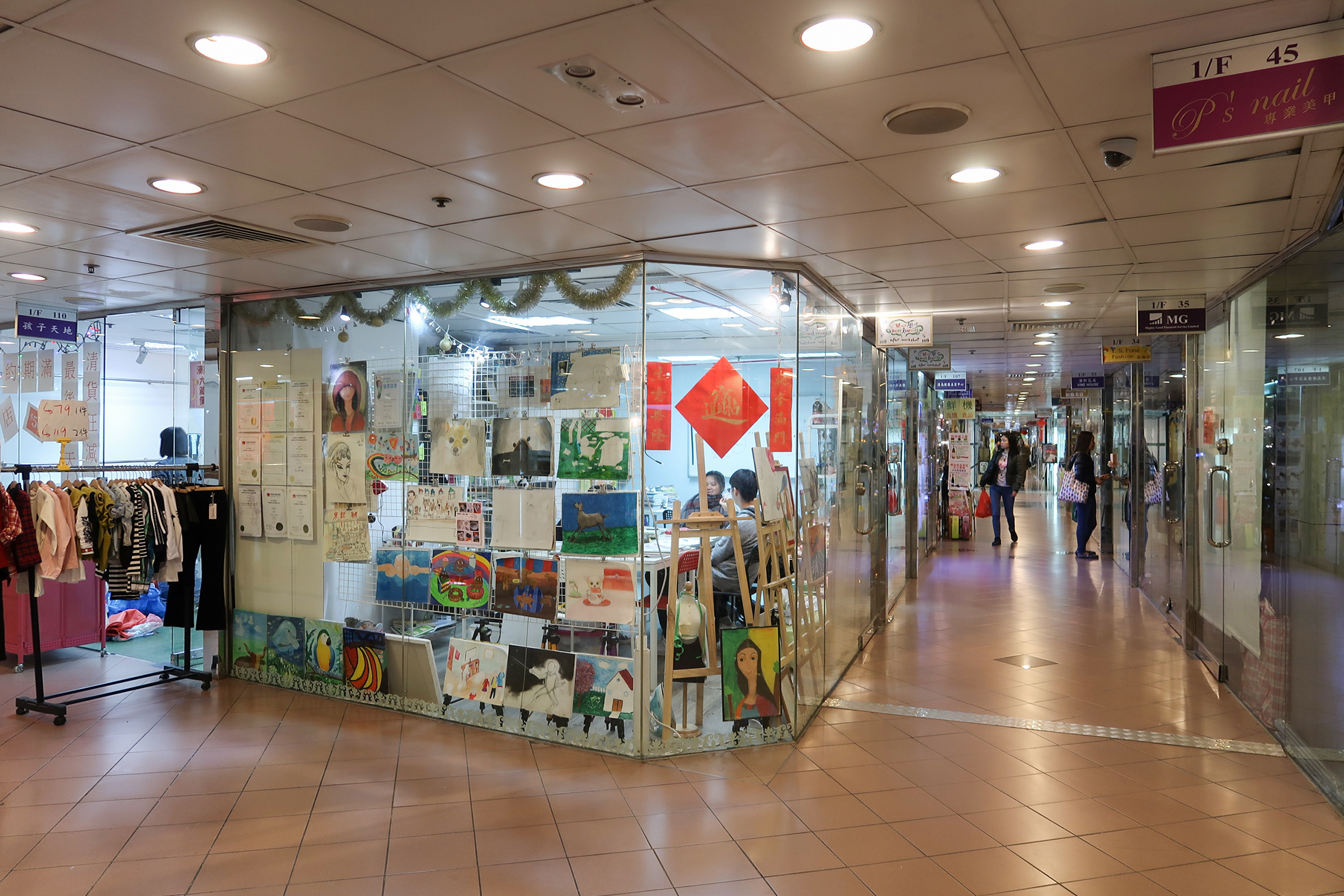
城市中心購物商場
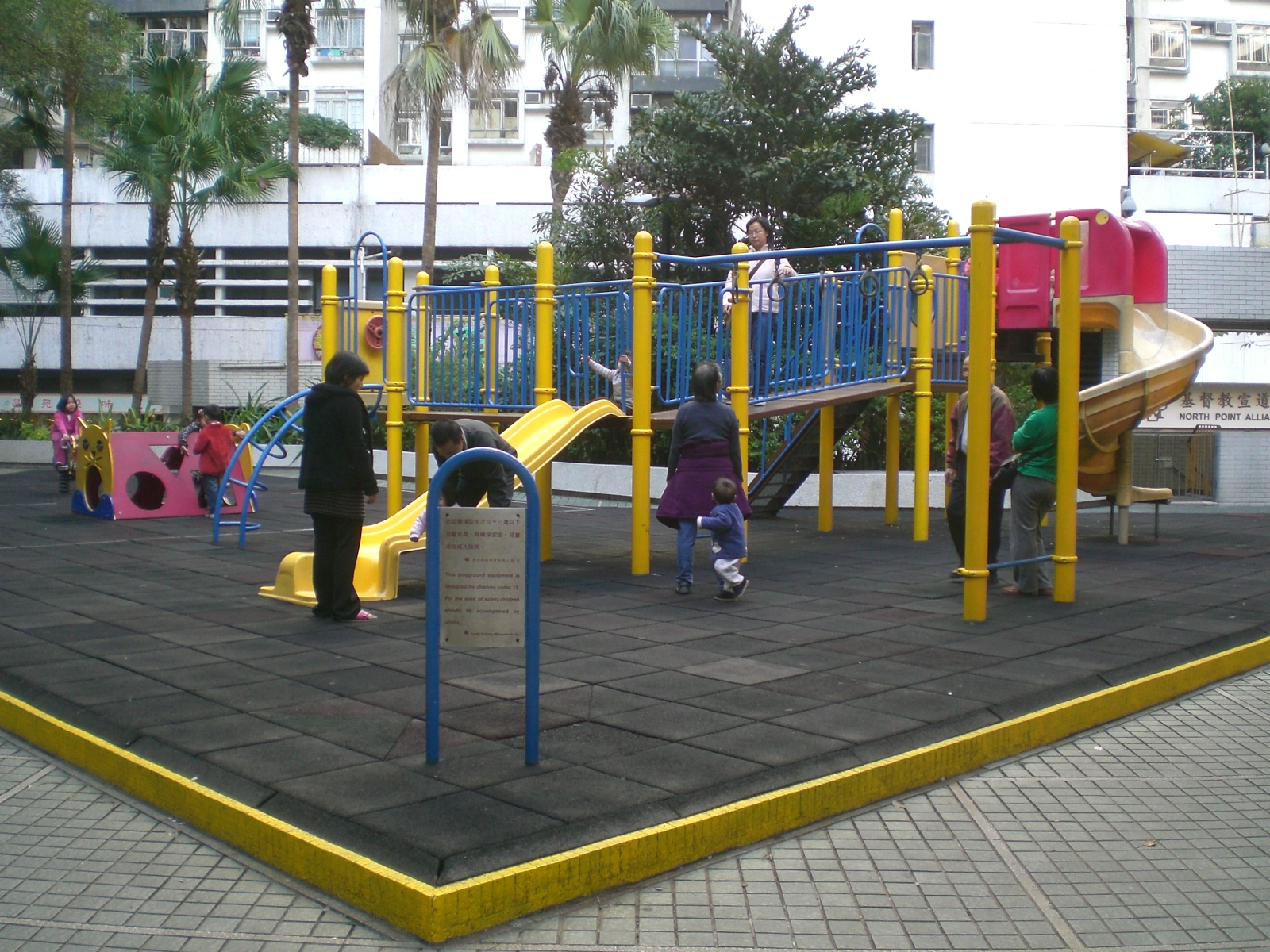
中央公園一角

## 保安
屋苑於2007年3月引入八達通保安系統，住客可選擇以已登記的八達通進出大堂及會所。

## 鄰近建築

### 私人屋苑
- 和富中心
- 海峰園
- 維港頌
- 華凱大廈
- 豪廷峰
- 康澤花園
- 富澤花園
- State Pavilia 皇都（建設中，前身爲皇都戲院大廈）

### 商業建築
- 城市花園酒店
- 港島海逸君綽酒店
- 歷山酒店
- 國都廣場
- 皇都戲院大廈（已拆除）
- 七海商業中心
- 成報大廈
- 北角城中心
- 宏利保險中心
- 友邦廣場

## 交通

### 主要交通幹道
- 東區走廊

## 外部連結
- 城市花園 - 香港地產資訊網